# Zeuxia sicardi
Zeuxia sicardi är en tvåvingeart som beskrevs av Villeneuve 1920. Zeuxia sicardi ingår i släktet Zeuxia och familjen parasitflugor. Inga underarter finns listade i Catalogue of Life.